# Igreja Ortodoxa Siríaca Malankara

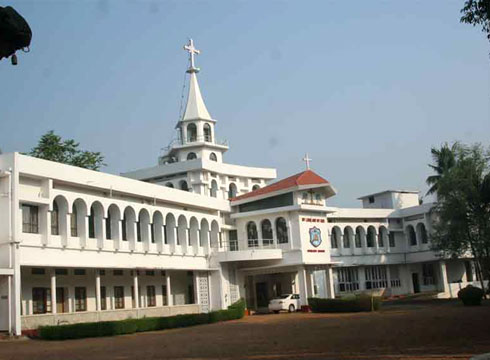
Igreja Ortodoxa Indiana na Índia

A Igreja Ortodoxa Indiana, também conhecida como a Igreja Ortodoxa Malankara, Igreja Ortodoxa do Oriente, Igreja Ortodoxa Siríaca Malankara é  membro  da família cristã das Igrejas ortodoxas orientais. A igreja é um dos vários grupos de cristãos de São Tomé a traçar suas origens até este apóstolo, que teria chegado à Índia em 52 d.C, onde institui a igreja e sofreu o martírio no ano 72 em Mylapore (hoje cidade de Chennai) no sul da Índia.
Foi criada através dos Cristãos de São Tomé.
Durante o Século XVI os jesuítas portugueses tentaram converter a comunidade ao Catolicismo Romano, mas sem sucesso.